# 李轩 (1921年)
李轩（1921年—2004年4月6日），男，直隶（今河北）深泽人，中华人民共和国政治人物。

## 生平
早年参加抗日战争，担任冀中八分区武工队政委、津南支队支队长，之后出任中国人民解放军第六十三军团长、团政委。
中华人民共和国成立后，担任郑州铁路局副局长，铁道部基建总局副局长。1969年，任铁道部援外办公室主任，负责坦赞铁路。1979年6月，任中国土木工程公司副董事长兼总经理。1982年5月，任铁道部副部长。2004年4月6日在北京逝世。